# 黑背蝴蝶魚
黑背蝴蝶魚（学名：Chaetodon melannotus），俗名太陽蝶、曙色蝶，為輻鰭魚綱鱸形目蝴蝶魚科的其中一種。

## 分布
本魚分布於印度太平洋區，包括東非、紅海、波斯灣、馬爾地夫、葛摩、模里西斯、塞席爾群島、斯里蘭卡、馬來西亞、泰國、菲律賓、印尼、中國南海、東海、日本、台灣、越南、新幾內亞、所羅門群島、澳洲、馬里亞納群島、馬紹爾群島、密克羅尼西亞、帛琉、諾魯、斐濟群島、夏威夷群島、法屬波里尼西亞、復活節島、加拉巴哥群島、東加、吉里巴斯、吐瓦魯、萬納杜、薩摩亞群島、厄瓜多、墨西哥等海域。

## 深度
水深4至20公尺。

## 特徵
本魚體淡色，略帶黃白色，背部深色，體側有20多條向上後方斜走的暗色條紋，胸部和臀鰭基底上方鱗片有小黑點。黑帶由背鰭第一枚硬棘下方，貫通過演而達鰓蓋外緣。成魚和幼魚的體色不同。背鰭硬棘12至13枚、軟條17至20枚；臀鰭硬棘3枚、軟條17至18枚。體長可達15公分。

## 生態
本魚棲息在珊瑚礁或內灣，成對或成群活動，幼魚以珊瑚蟲為食，成魚以藻類和底棲動物為食。

## 經濟利用
為觀賞性魚類，容易飼養，不供食用。